# Черница (Могилёвская область)
Черни́ца (бел. Чарні́ца) — деревня в составе Сычковского сельсовета Бобруйского района Могилёвской области Республики Беларусь.

## Население
- 1999 год — 22 человека
- 2009 год — 13 человек

## Достопримечательность
- Братская могила —  Историко-культурная ценность Республики Беларусь, шифр 513Д000148.